# Stephen Daldry
Stephen Daldry (Dorset, 2. svibnja 1961.) britanski je filmski i kazališni redatelj.

## Životopis
Daldry je sin britanske pjevačice Cherry Thompson i bankara Patricka Daldryja, već je u djetinjstvu počeo glumiti u kazalištu za mlade u Tauntonu u Engleskoj. Završio je studij engleskog jezika na Sveučilištu u Sheffieldu, te kod Eldera Millettija tečaj za klauna u cirkusu. Radio je u više kazališta u Engleskoj, a prvu značajniju režiju imao je u predstavi An Inspector Calls 1992. godine, s kojom je Daldry dobio britanske kazališne nagrade, kao i američku nagradu Tony, kao najbolji kazališni redatelj. Istovremeno snima i filmove, 1998. godine objavljen je kratki film Eight, prvi igrani film Billy Elliot producirao je 2000. godine. Dvije godine kasnije (2002.) snima film Sati s Nicole Kidman, Juliannom Moore i Meryl Streep u glavnim ulogama. 2008. godine snima film Žena kojoj sam čitao s Davidom Krossom i Kate Winslet u glavnim ulogama, za kog je Kate Winslet dobila Oscara za najbolju glavnu glumicu.

## Djela

### Nepotpuna filmografija
- Žena kojoj sam čitao (The Reader, 2008.)
- Sati (The Hours, 2003.)
- Billy Elliot (2000.)